# Международная ассоциация академий наук
Международная ассоциация академий наук (МААН) — международная неправительственная организация, созданная в 1993 году с целью объединения усилий академий наук стран СНГ и Вьетнама для решения на многосторонней основе важнейших научных проблем, для сохранения связей, которые исторически сложились, и развития связей между учеными. Каждая из академий наук в составе МААН, является независимой. Решения МААН имеют для академий наук рекомендательный характер. Штаб-квартира ассоциации находилась до 2015 года в городе Киев, с 2015 года в Минске.
Не путать с Международной ассоциацией академий (МАА) или Международный союз академий (Association Internationale des Academies), которая была создана в 1899 году. Учредителями этой Ассоциации были десять академий. Органами ассоциации являлись Общее собрание и Совет. Общее собрание должно было собираться каждые три года, в промежутках между ними делами Ассоциации ведал Совет под председательством президента и вице-президента.

## История
В течение октября-декабря 1991 года в Киеве было проведено три заседания рабочих групп по созданию академии. В 1992 и 1993 году было проведено еще 2 встречи по проблеме создания академии.
23 сентября 1993 года в Киеве в Институте теоретической физики АН Украины состоялось учредительное собрание полномочных представителей национальных академий наук 15 государств Европы и Азии, на котором было единодушно принято знаменательное решение о создании Международной ассоциации академий наук (МААН, Ассоциация).
После обсуждения проектов Соглашения о создании МААН и Положения о МААН в торжественной обстановке Соглашение было подписано. На правах полноправного члена в МААН вошли академии наук всех стран СНГ и Вьетнама, а академии наук Словакии и Чехии — как наблюдатели. Президентом МААН единогласно был избран президент АН Украины академик АН Украины Борис Евгеньевич Патон, а вице-президентом МААН — президент НАН Республики Казахстан академик этой академии Умирзак Махмутович Султангазин.
Участники учредительного собрания были приняты Президентом Украины Леонидом Макаровичем Кравчуком. Президент Украины высоко оценил идею создания МААН, подчеркнул важность сохранения существующих и развития новых научных связей между учеными разных стран, особенно в период, когда на территории бывшего Советского Союза происходили интенсивные дезинтеграционные процессы почти во всех сферах общественной жизни.
Участниками учредительного собрания МААН было одобрено Обращение к главам и правительствам государств, академии наук которых основали Ассоциацию, а также Меморандум Совета МААН.
В Положении о МААН были сформулированы статус Ассоциации и основные принципы её деятельности.
Для новой международной организации важным стал вопрос легализации её деятельности и размещения штаб-квартиры. Следует отдать должное высшему руководству Украины, с помощью которого НАН Украины удалось довольно быстро решить этот вопрос. Уже в мае 1994 года Указом Президента Украины Ассоциация получила официальное признание со стороны государства и поддержку относительно размещения штаб-квартиры МААН в Киеве.

### Хронология
- Октябрь 1991, Киев, Украина. Создание рабочей группы по изучению вопроса о создании МААН. По решению Совета президентов академий наук создана рабочая группа (председатель — президент Академии наук Украины академик Академии наук Украины Б. Е. Патон)
- Ноябрь 1991, Киев, Украина. Совещание рабочей группы по созданию МААН. На совещании выработаны основные принципы создания и деятельности МААН, прошедшие потом согласование во всех академиях наук республик СССР.
- 18 декабря 1991, Киев, Украина. Заседание Совета президентов академий наук. Первый вариант Положения об МААН. На заседании был представлен первый вариант Положения о МААН, который затем был передан на рассмотрение в академии наук республик СССР.
- Март 1992, Киев, Украина. Заседание Совета президентов академий наук. Проект Положения о МААН. На очередном заседании был одобрен проект Положения и достигнута договоренность о возможном подписании соглашения о создании МААН.
- Январь 1993, Москва, Российская Федерация. Создание Комиссии по доработке проекта Положения о МААН. Президиум РАН внес предложение о создании Комиссии по доработке проекта с учетом замечаний высказанных на заседаниях Президиума РАН и в академиях наук.
- 23 сентября 1993, Киев, Украина. Создание Международной ассоциации академий наук (МААН). На учредительном собрании Ассоциации было подписано Соглашение о создании МААН (Украина, Киев). На правах полноправного члена в МААН вошли академии наук всех стран СНГ и Вьетнама, а академии наук Словакии и Чехии — как наблюдатели.
- 30 апреля 1995 года. Прошло заседание в Минске. Созданы Международный научный центр на базе Физико-технического института имени А. Ф. Иоффе (г. Санкт-Петербург)" , Международный научно-технический центр по сварке и родственным технологиям на базе МНТК «ИЭС им. Е. О. Патона»" . Начала издаваться научно-популярная газета «Эврика».
- 17 ноября 1995 года. Прошло заседание в Киеве. Журналу Общество и экономика РАН придан статус международного.
- 12 октября 1996. Прошло заседание в Тбилиси.
- 19 декабря 1997 . На Заседании в Москве принято предложение о совместной эксплуатации научных объектов: Международного центра астрономических и медико-экологических исследований в Приэльбрусье.
- 2 декабря 1998 . Прошло заседание в Киеве. Рассмотрен вопрос о создании сайта организации.
- 1 июня 1999. Москва. Принято 7 документов
- 22 июня 2000. Дубна. Принято 12 документов, в том числе о деятельности ОИЯИ
- 2 декабря 2008 Принято постановление о создании международного центра нанотехнологий.[3]
- 25 ноября 2021 . Прошел 1 съезд научных советов МААН , 9 форум учёных государств участников-участников СНГ.

До осени 2016 года базовой академией была Национальная академия наук Украины. С октября 2016 года -базовая академия НАН Беларуси.
Заседания совета проходили в Москве,Дубне,  Киеве,Алуште,  Минске, Алма-Ате, Тбилиси, Кишиневе, Бишкеке, Ереване и Ашхабаде.

## Руководство
Высшим органом МААН является Совет, в состав которого входят президенты академий наук — членов МААН или делегируемые ими лица. Решения Совета принимаются, как правило, на основе консенсуса. В период между заседаниями Совета деятельность МААН координирует её руководитель.

### Совет
- Руководитель МААН — академик Национальной академии наук Беларуси Гусаков Владимир Григорьевич.
- Члены Совета МААН — президенты или председатели президиумов национальных академий наук — членов МААН.

## Члены
Академии наук СНГ:
- Национальная академия наук Азербайджана (Азербайджанская Республика, Баку)
- Национальная академия наук Республики Армения (Республика Армения, Ереван)
- Национальная академия наук Беларуси (Республика Беларусь, Минск)
- Академия наук Грузии (Грузия, Тбилиси)
- Национальная академия наук Республики Казахстан (Республика Казахстан, Алматы)
- Национальная академия наук Кыргызской Республики (Кыргызская Республика, Бишкек)
- Академия наук Молдовы (Республика Молдова, Кишинёв)
- Российская академия наук (Российская Федерация, Москва)
- Академия наук Республики Таджикистан (Республика Таджикистан, Душанбе)
- Академия наук Узбекистана (Республика Узбекистан, Ташкент)
- Академия наук Туркменистана (Туркменистан, Ашхабад)

Академии наук прочих стран:
- Вьетнамская академия наук и технологий (Вьетнам, Ханой)
- Китайская академия наук (КНР , Пекин)
- Монгольская академия наук
- Черногорская академия наук и искусств (Черногория, Цетинье)

Ассоциированные члены МААН:
- Объединенный институт ядерных исследований (Российская Федерация, Московская область, Дубна)
- Российский фонд фундаментальных исследований (Российская Федерация, Москва)
- Московский физико-технический институт (государственного университета) (Российская Федерация, Московская область, Долгопрудный)
- Белорусский республиканский фонд фундаментальных исследований (Республика Беларусь, Минск)
- Московский государственный университет имени М. В. Ломоносова (Российская Федерация, Москва)
- Российский научный центр «Курчатовский институт» (Российская Федерация, Москва)
- Академия наук провинции Цзянси

## Научные советы
- Научный совет по развитию академической науки
- Научный совет по новым материалам (с 1995).
- Научный совет библиотек и научных центров академий наук (с 1996). Научный совет в стадии переформирования (по состоянию на август 2020 года). бывший председатель Онищенко, Алексей Семёнович
- Научный совет по фундаментальным географическим проблемам (с 1996). Председатель научного совета - Котляков, Владимир Михайлович.
- Научный совет по вопросам охраны интеллектуальной собственности и передачи технологий (c 1997). Председатель научного совета - Витязь, Пётр Александрович.
- Научный совет по вычислительной математике (c 1998). Научный совет в стадии переформирования (по состоянию на август 2020 года).
- Союз физиологических обществ стран СНГ (c 2003); Руководитель Сепиашвили, Реваз Исмаилович.
- Международная ассоциация институтов истории стран СНГ (c 2005). Председатель научного совета - Чубарьян, Александр Оганович
- Научный совет по книгоизданию и книжной культуре (c 2006). Председатель научного совета - Васильев Владимир Иванович.
- Научный совет по науковедению (c 2009). Сопредседатель научного совета - Малицкий Борис Антонович.
- Научный совет по проблемам функциональных материалов электронной техники (c 2012). Сопредседатели научного совета - Лукичев, Владимир Фёдорович, Никитов Сергей Аполлонович, Гапоненко, Сергей Васильевич
- Научный совет ботанических садов стран СНГ (c 2012). Председатель - Решетников, Владимир Николаевич.
- Научный совет по геодезии и геофизике (c 2015). Председатель научного совета Гадиров, Фахраддин Абульфат оглы.
- Научный совет по проблемам геологических опасностей (c 2015) . Председатель Етирмишли, Гурбан Джалал оглы
- Научный совет по изучению национального и культурного наследия и развития общества (c 2015). Научный совет в стадии переформирования (по состоянию на август 2020 года).
- Научный совет по энергоэффективности и использованию возобновляемых источников энергии (c 2015). Научный совет в стадии переформирования (по состоянию на август 2020 года).
- Научный совет МААН по проблемам развития академической науки (c 2018). Сопредседатели научного совета - Пармон, Валентин Николаевич, Чижик, Сергей Антонович[бел.].
- Научный совет по биотехнологии и биоразнообразию (c 2018). Председатель —  Кильчевский, Александр Владимирович.
- Научный совет по космосу (c 2018). Сопредседатели Зелёный, Лев Матвеевич, Килин, Сергей Яковлевич
- Научный совет по национальному природному достоянию (c 2018). Научный совет в стадии переформирования (по состоянию на август 2020 года).
- Научный совет по нанотехнологиям и наноиндустрии (c 2019). Сопредседатели Наумовец, Антон Григорьевич, Солнцев, Константин Александрович, Чижик, Сергей Антонович[бел.]
- Научный совет по нефтехимии (c 2019). Сопредседатели Агабеков, Владимир Енокович, Максимов, Антон Львович
- Научный совет по аграрным проблемам (c 2019). Председатель Казакевич, Пётр Петрович
- Научный совет по изучению региона Каспийского моря (c 2019).
- Научный совет по вирусологии (с 2020). Сопредседатели научного совета -